# Splijtlijnen
Splijtlijnen zijn de vezels van de huid die zichzelf in een patroon hebben geweven. Dit patroon geeft de huid haar trekvastigheid. De vlechten zijn gemaakt van bundels collagene vezels en elastische vezels. Dit geheel is tevens de netvormige laag.
Een chirurg snijdt in de richting van de Splijtlijnen. Hierdoor worden de vezels min of meer uit elkaar geschoven en niet doorgesneden, zodat de wond minder gaapt.